# 长岛县
长岛县以长山岛得名。位于中国山东省东北部海上，是烟台市下辖的一个已撤销的县，由分割渤海和黄海的一系列岛屿构成，这些岛屿称作长山列岛，也称作庙岛群岛。长岛县南与同属烟台市的蓬莱市隔庙岛海峡相望，北与辽东半岛隔渤海海峡相望，南北绵延56.4公里，东西跨度30.8公里，陆地面积56平方公里，水域面积8700平方公里，海岸线长度146公里。长岛县下辖8乡（镇、街道），40个行政村（居委会），人口4.5万。
2020年6月22日，山东省人民政府网宣布，撤销蓬莱市、长岛县，设立烟台市蓬莱区。原长岛县辖区由长岛海洋生态文明综合试验区代管。

## 地理
长岛县由32个岛屿组成，其中有人居住岛屿10个，分别是：南长山岛、北长山岛、庙岛、大黑山岛、小黑山岛、砣矶岛、大钦岛、小钦岛、南隍城岛、北隍城岛，其中以南长山岛和砣矶岛人口最多。
| 长岛 (1981−2010)     | 长岛 (1981−2010) | 长岛 (1981−2010) | 长岛 (1981−2010) | 长岛 (1981−2010) | 长岛 (1981−2010) | 长岛 (1981−2010) | 长岛 (1981−2010) | 长岛 (1981−2010) | 长岛 (1981−2010) | 长岛 (1981−2010) | 长岛 (1981−2010) | 长岛 (1981−2010) | 长岛 (1981−2010) |
| 月份                 | 1月              | 2月              | 3月              | 4月              | 5月              | 6月              | 7月              | 8月              | 9月              | 10月             | 11月             | 12月             | 全年             |
| -------------------- | ---------------- | ---------------- | ---------------- | ---------------- | ---------------- | ---------------- | ---------------- | ---------------- | ---------------- | ---------------- | ---------------- | ---------------- | ---------------- |
| 平均高温 °C（°F）    | 1.8 (35.2)       | 3.6 (38.5)       | 8.4 (47.1)       | 15.8 (60.4)      | 21.3 (70.3)      | 25.6 (78.1)      | 27.8 (82.0)      | 27.8 (82.0)      | 24.8 (76.6)      | 19.2 (66.6)      | 11.5 (52.7)      | 4.7 (40.5)       | 16.0 (60.8)      |
| 日均气温 °C（°F）    | −0.9 (30.4)      | 0.4 (32.7)       | 4.5 (40.1)       | 11.1 (52.0)      | 16.5 (61.7)      | 21.1 (70.0)      | 24.0 (75.2)      | 24.5 (76.1)      | 21.6 (70.9)      | 16.0 (60.8)      | 8.6 (47.5)       | 2.1 (35.8)       | 12.5 (54.4)      |
| 平均低温 °C（°F）    | −3.1 (26.4)      | −2.1 (28.2)      | 1.6 (34.9)       | 7.4 (45.3)       | 12.7 (54.9)      | 17.5 (63.5)      | 21.1 (70.0)      | 22.1 (71.8)      | 19.1 (66.4)      | 13.3 (55.9)      | 6.1 (43.0)       | −0.1 (31.8)      | 9.6 (49.3)       |
| 平均降水量 mm（）    | 8.0 (0.31)       | 8.5 (0.33)       | 15.6 (0.61)      | 25.7 (1.01)      | 50.0 (1.97)      | 67.8 (2.67)      | 134.7 (5.30)     | 128.6 (5.06)     | 45.8 (1.80)      | 28.3 (1.11)      | 19.3 (0.76)      | 12.3 (0.48)      | 544.6 (21.41)    |
| 平均相對濕度（％）   | 64               | 64               | 63               | 63               | 68               | 74               | 84               | 85               | 73               | 65               | 64               | 64               | 69               |
| 来源：中国气象数据网 |                  |                  |                  |                  |                  |                  |                  |                  |                  |                  |                  |                  |                  |

## 历史
先秦时，为莱夷之地。秦时，属黄县。唐贞观二十年（公元646年）为伐东夷当要道，遂置为乌湖戍在蓬莱县北海中二百六十里，置乌湖岛（北宋称乌呼岛，今隍城岛），至永徽元年（公元650年）废。同时设大谢戍，在蓬莱县北海中三十里今长山岛。唐神龙三年（707年），归蓬莱县。
宋时称沙门岛，为朝廷流放犯人之地。据《太平寰宇记》记载：“沙门岛，在县（蓬莱县）北海中五十里。”宋建隆三年（公元962年），索内外军不律者配沙门岛。宋时沙门岛为今长山岛。
元代，海运业兴起，长岛诸岛成为海上枢纽。大黑山岛在元代曾称沙门岛，于沙门岛设监置戍。沙门岛巡检司，有弓兵二十四人，墩兵六人。
《读史方舆纪要》记载：“明永乐七年（1409年），山东都指挥使司奏，沙门岛守备仅七百余人，难以防御。诏以七百人益之。后移戍内地，岛无居人，今遂为墟，寨至明中叶亦废。”
明末清初，开始有大量移民自海对岸的胶东半岛陆续迁入。
民国时期，长岛诸岛的统称除有庙列岛外，还有庙群岛、长山八岛、长山列岛、眉山列岛等，亦有以治所驻地而直呼长山岛。向属蓬莱县管辖，隶城区。 
1944年10月，中共北海地委成立了中共长岛特区工作委员会，王永利为工委书记，对日占区的长山列岛开展秘密工作。
1945年8月16日至23日，驻岛日军和汪伪长山岛区署人员撤逃。8月末，设长山岛特区，隶属于胶东北海专署，长山岛军政办事处和长山岛大队在蓬莱成立。军政办事处主任孙纯，政委王永利。同时于蓬莱水城设立了长山岛联络站。1945年9月4日，长山岛大队进岛肃清汪伪残敌。9月8日，军政办事处进驻长山岛，正式对外办公。
1945年10月17日，国民政府天津当局派遣收编的伪军张立业部近2000人，驾船11只，袭击攻占了砣矶岛，并登陆北长山。
1947年10月2日，国军“重点进攻”攻占烟台、蓬莱后，整8师166旅498团团长刘君立派了一个营不到500人，在长山岛登陆，随后一周内占领列岛各主要岛屿，特区工委与21个党支部撤退到了旅大。一个月后，国军海军接管，设立长山岛海军巡防处，处长王正经。政权机关为长山八岛区署。1948年，先后改称长山八岛设治局和东莱群岛设治局，直属于国民政府山东省政府。
1948年3月17日，中共长山岛特区工委指示旅大和胶东各工作点，向驻长山岛国军和还乡团开展政治攻势。1949年1月15日、20日，中共北海地委两次指示长山岛特区工委，把工作重点转向准备解放长山岛这方面来：(一)全面向岛内展开政治攻势。(二)对群众进行政策教育，特别是对在岛外的渔民、难民进行教育，以达到有准备、有秩序地接收长山岛。
至1949年，国军海军陆战二团（团长何相臣上校，第1营为原海军警卫第六营，第2营由警察大队改编）及长山县保安团，共计约1500人，及“美宏”、“中权”两艘登陆舰和8艘中小舰艇，8月6日又增派“太和”、“太昭”号驅逐艦，据守渤海海峡的南长山岛，构筑了以峰山和西山为核心阵地的严密火力防御体系。解放军华东军区命令华野第24军第72师（师长康林）、24军军属炮兵团山炮营、华野特纵榴炮第13团，胶东军区警备第四旅、警备第五旅及北海军分区地方部队，总兵力超过3万人，从胶东沿海征调了机帆船53艘，木帆船600余只，船工2500人，胶东行署动员了15万工日的民工、大牲畜61000头，大小车64000辆，前送战粮180万斤，在山东军区第一副司令员许世友、参谋处长刘云鹏和政治部秘书长孙晓风组成“长山岛战役前方指挥部”的指挥下，渡海登陆进攻长山列岛。榴炮团两个营集中使用，配置在蓬莱阁左右，东至抹直口西至西庄一带，掩护攻击部队登陆；警备第四旅8门榴炮配于蓬莱城西黑峰台左右，警备第五旅3门榴炮配于刘家旺风台山，负责封锁珍珠门、庙岛湾以及大小竹山岛以南海面，截击敌舰。8月11日晚18时发起进攻，至次日，72师两个团和炮团三连攻占南长山岛、北长山岛；警四旅两个营和山炮、迫击炮各一个连攻占大黑山岛、小黑山岛、庙岛；警五旅两个连攻占大竹山岛、小竹山岛等长山列岛南部的7个主要岛屿全部攻克。长山列岛北部的南隍城岛、北隍城岛、大钦岛、小钦岛和砣矶岛等5个主要岛屿的陆战队守军余部于8月19日登舰撤往舟山。解放军共毙敌200余，俘虏1305人，缴获炮15门，机枪72挺，长短枪1095支，枪炮弹28万发，汽车4台，粮食38万斤。
1956年长山岛特区改设长岛县，县政府位于南长山岛上。1958年，蓬莱、黄县、长岛三县合一，长岛为公社；1962年撤长岛公社建长岛区；1963年恢复长岛县直至2020年6月22日与蓬莱市合并改制为蓬莱区。

## 经济
长岛县经济以渔业、养殖业和旅游业为主。盛产扇贝、海参、鲍鱼、海带等海产品。著名的景点有九丈崖、月牙湾、林海公园等。其中的庙岛上有中国北方最大的妈祖庙，大黑山岛上有中国延续时间最长，环志猛禽数量最多的环志站。长岛县境内有山东长岛国家级自然保护区。

## 行政区划
长岛县辖1个街道、1个镇、6个乡：
- 街道：南长山街道
- 镇：砣矶镇
- 乡：北长山乡、黑山乡、大钦岛乡、小钦岛乡、南隍城乡、北隍城乡。

## 人口
2010年中华人民共和国第六次全国人口普查时，长岛县共有人口44025人。共有家庭16501户，平均每户2.52人。14岁以下的少年儿童共4880人，占总人口11.08%；15-64岁人口共33902人，占总人口77.00%；65岁及以上的老年人共5243人，占总人口的11.90%。男性共计22290人，占总人口50.63%；女性共计21735，占总人口49.36%。本地居住的人口中，拥有本地户籍的人口为35796人，占81.30%。